# Thung lũng Jeleniogórska

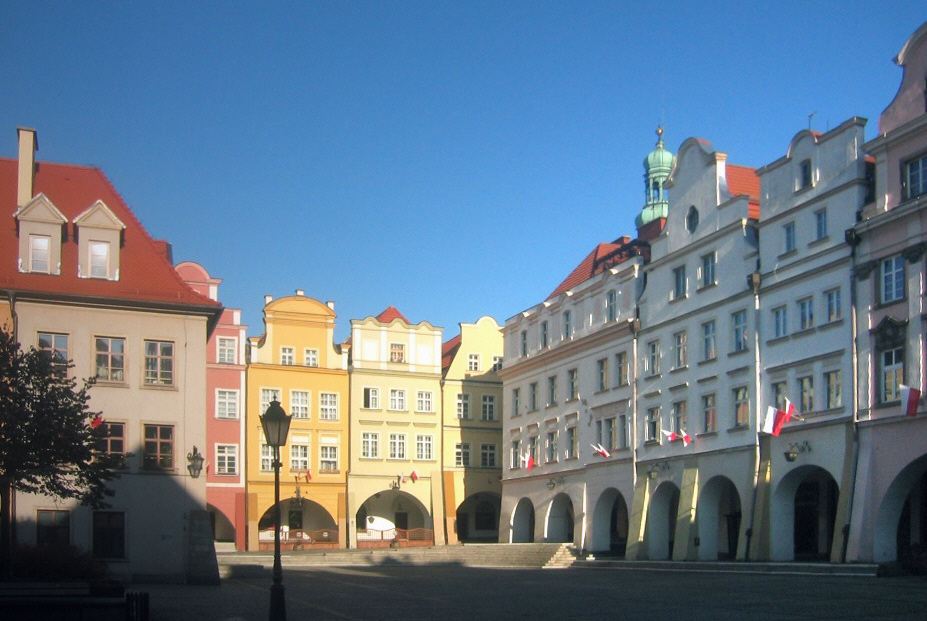
Trung tâm thung lũng Jeleniogórska

Thung lũng Jeleniogórska (tiếng Đức: Hirschberger Tal) là một vùng thung lũng rộng lớn tại Ba Lan nằm ở phía bắc dãy núi Tây Sudety. Thung lũng nằm ở độ cao 250–400 mét so với mực nước biển, có diện tích lên đến 273 km². Vào thế kỷ XIX, cảnh đẹp nơi đây đã thu hút tầng lớp quý tộc nước Phổ. Họ xây dựng rất nhiều cung điện, nhà trang viên và vườn tược. Các ngôi nhà trang viên này đã đưa thung lũng Jeleniogórska trở thành một trong những cảnh quan vườn tược đẹp nhất vùng Trung Âu.
Vào ngày 20 tháng 9 năm 2011, cung điện và công viên cảnh quan tọa lạc trên Thung lũng Jeleniogórska trở thành Di tích Lịch sử quốc gia của Ba Lan (Pomnik historii), được Ủy ban Di sản Quốc gia Ba Lan quản lý.

## Địa lý

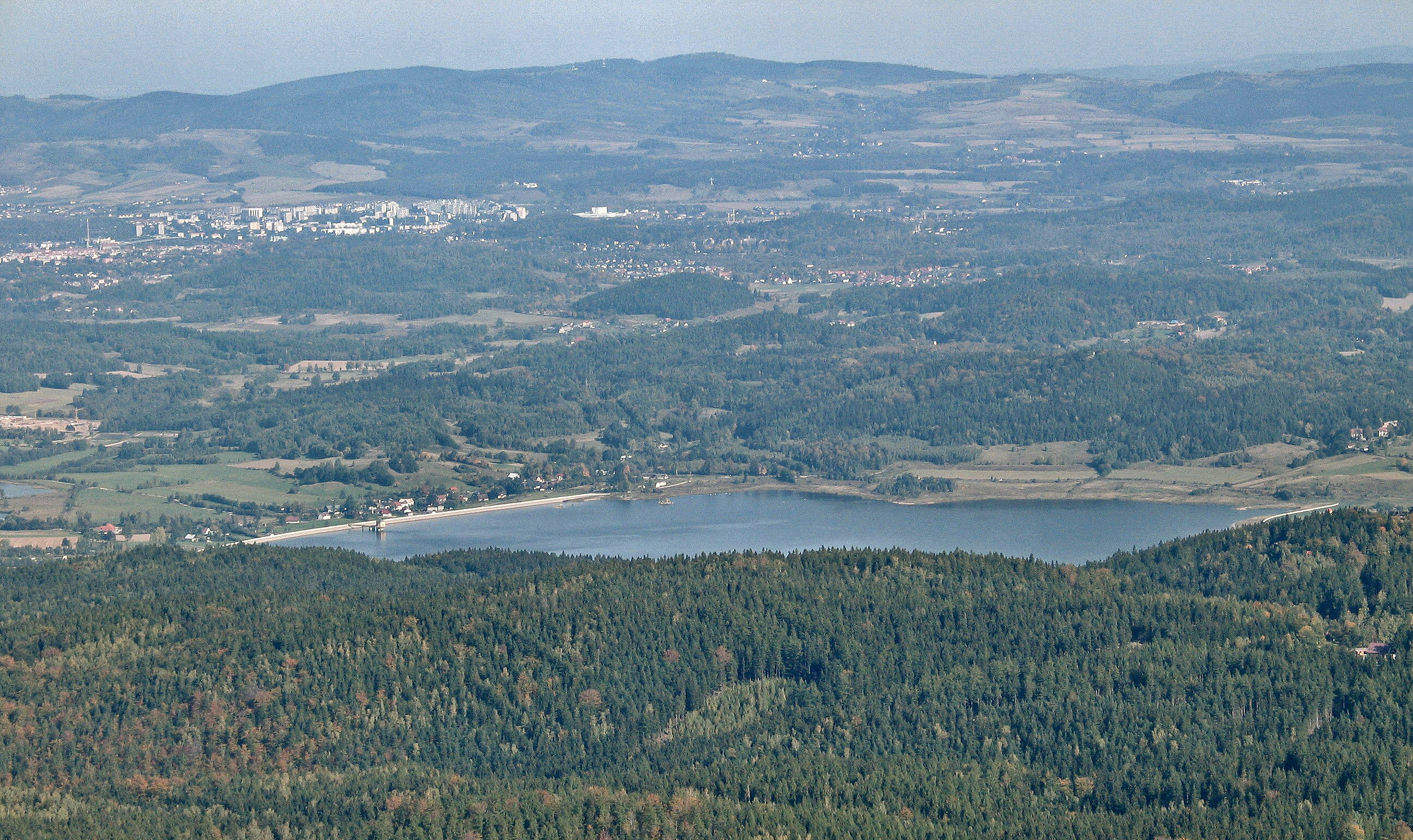
Thung lũng Jeleniogórska - nhìn từ dãy núi Krkonoše.

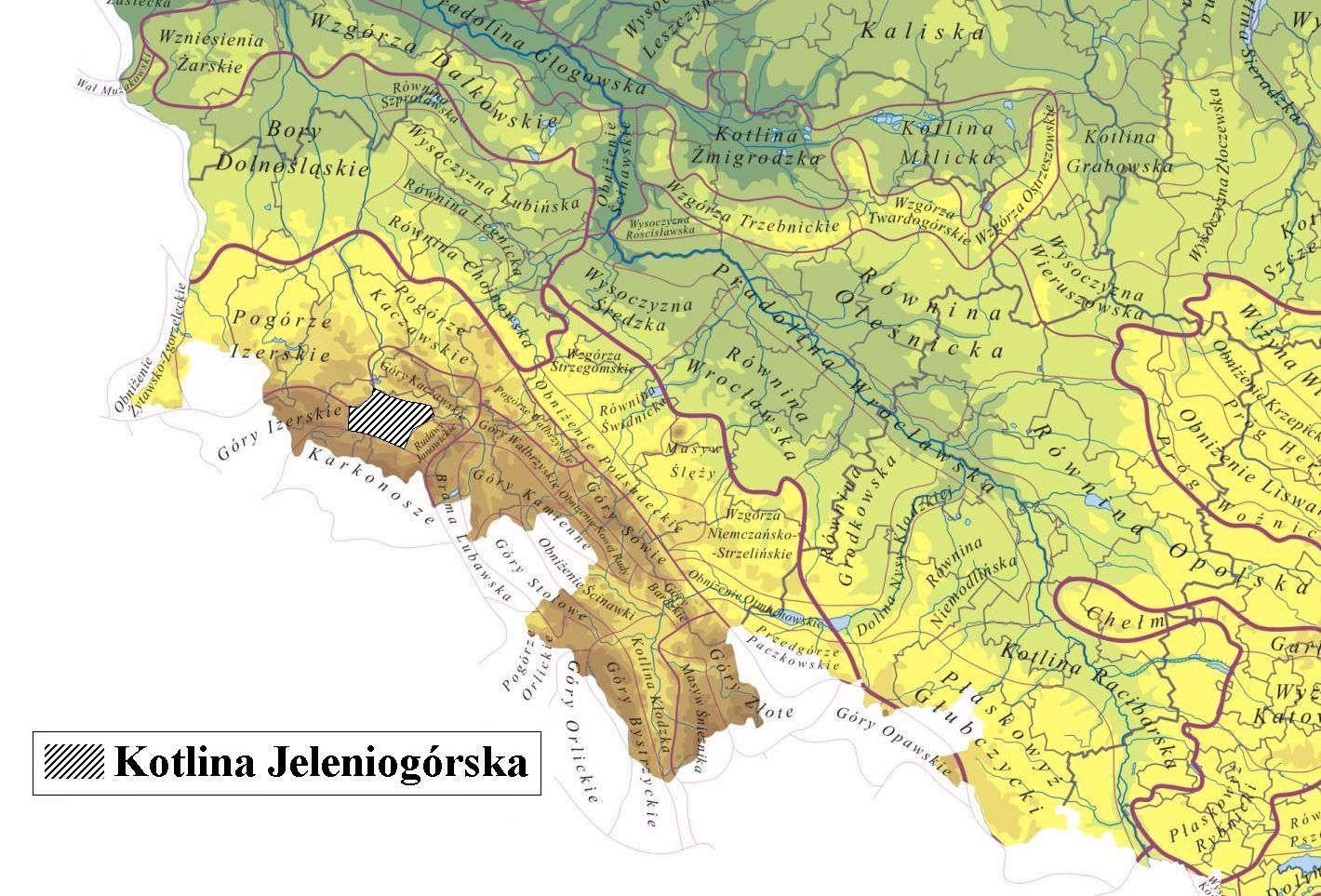
Thung lũng Jeleniogórska thuộc phân chia địa mạo phía Ba Lan

Thung lũng Jeleniogórska bao quanh bởi dãy núi Sudety. Thung lũng nằm dưới chân núi Krkonoše, cũng là giới hạn phía nam của nó. Phía đông giáp Rudawy Janowickie, phía tây giáp dãy núi Jizera và phía bắc giáp dãy núi Kaczawskie. Tên thung lũng bắt nguồn từ tên thị trấn Jeleniogórska.

## Một số hình ảnh về lâu đài, cung điện và nhà trang viên

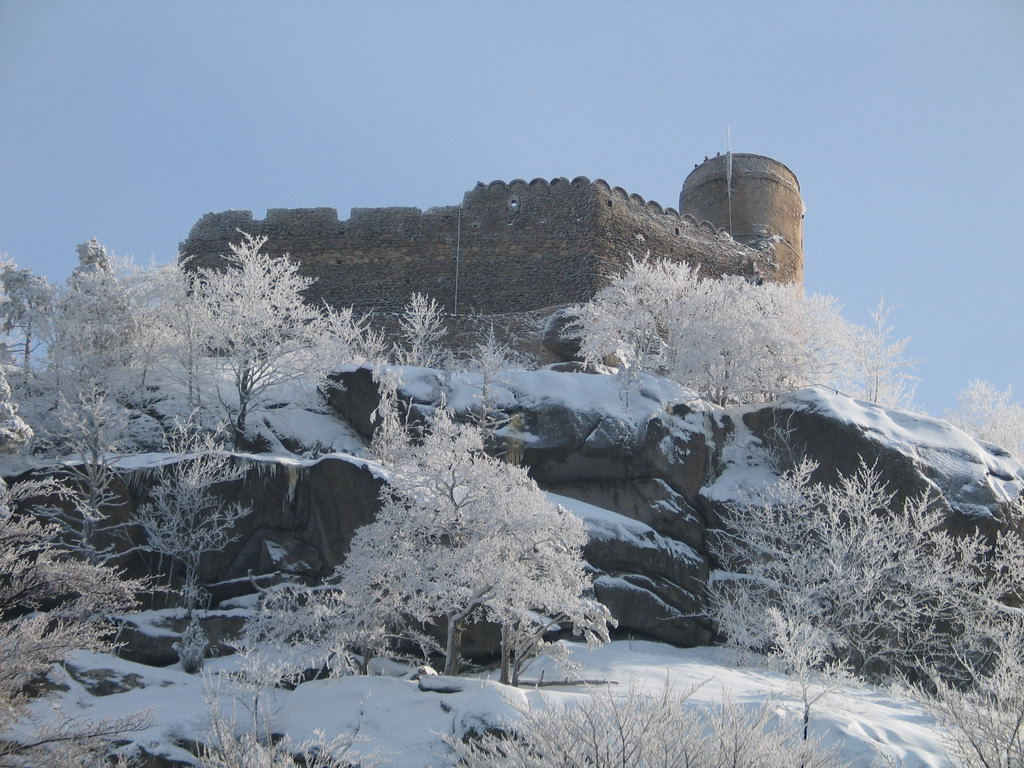
Lâu đài Chojnik xây dựng năm 1292 thuộc dòng họ Schaffgotsch
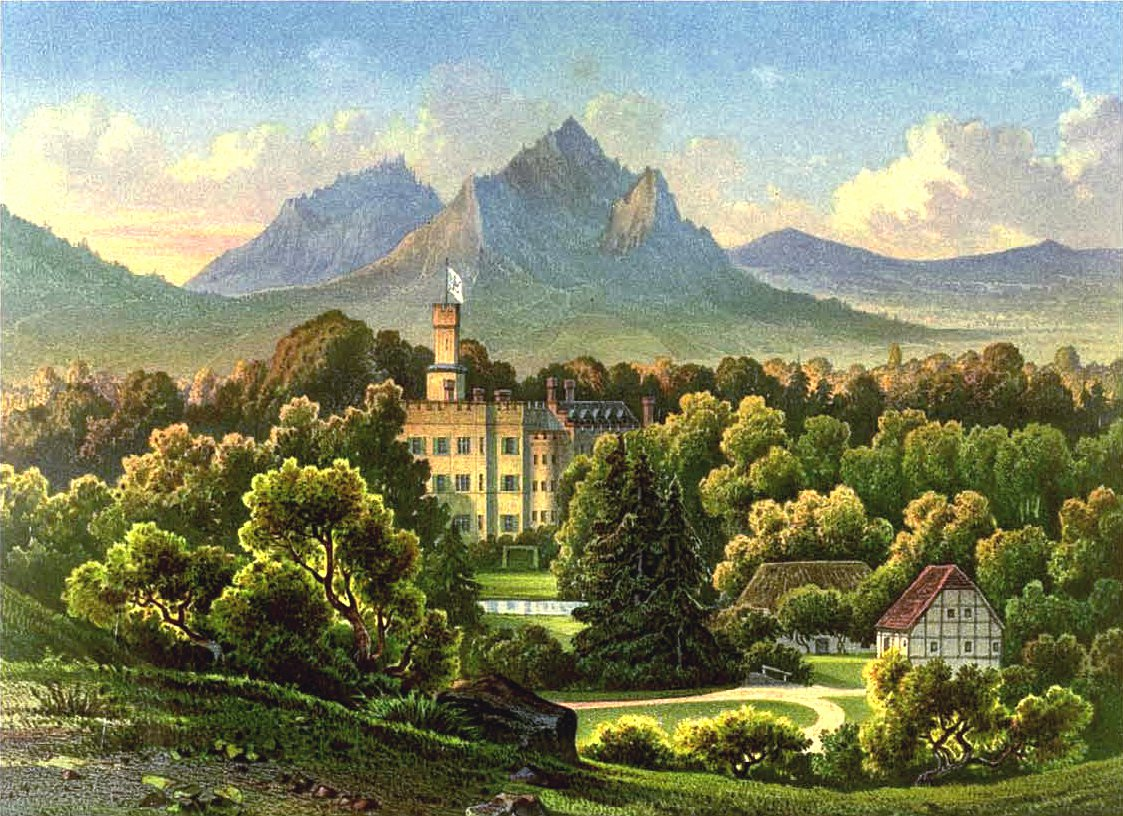
Karpniki, dinh thự mùa hè của Hoàng tử Wilhelm nước Phổ
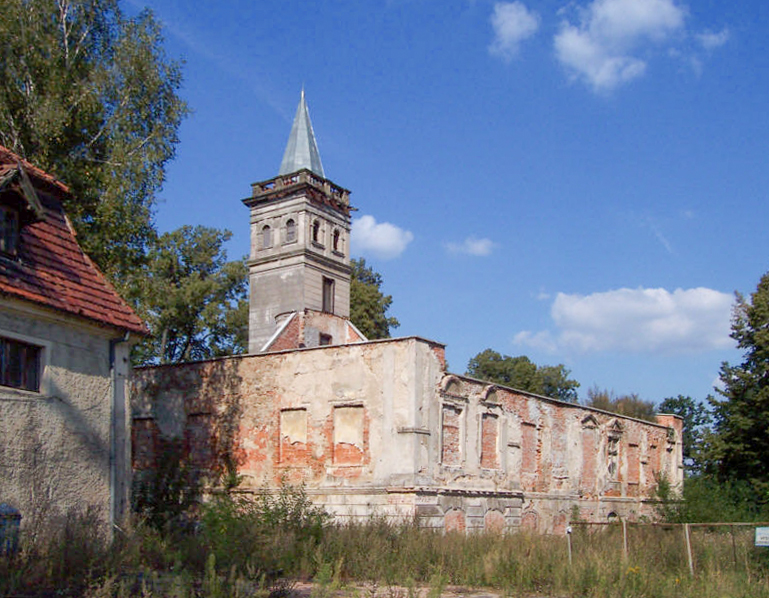
Cung điện Berthelsdorf, bị bỏ hoang từ năm 1971
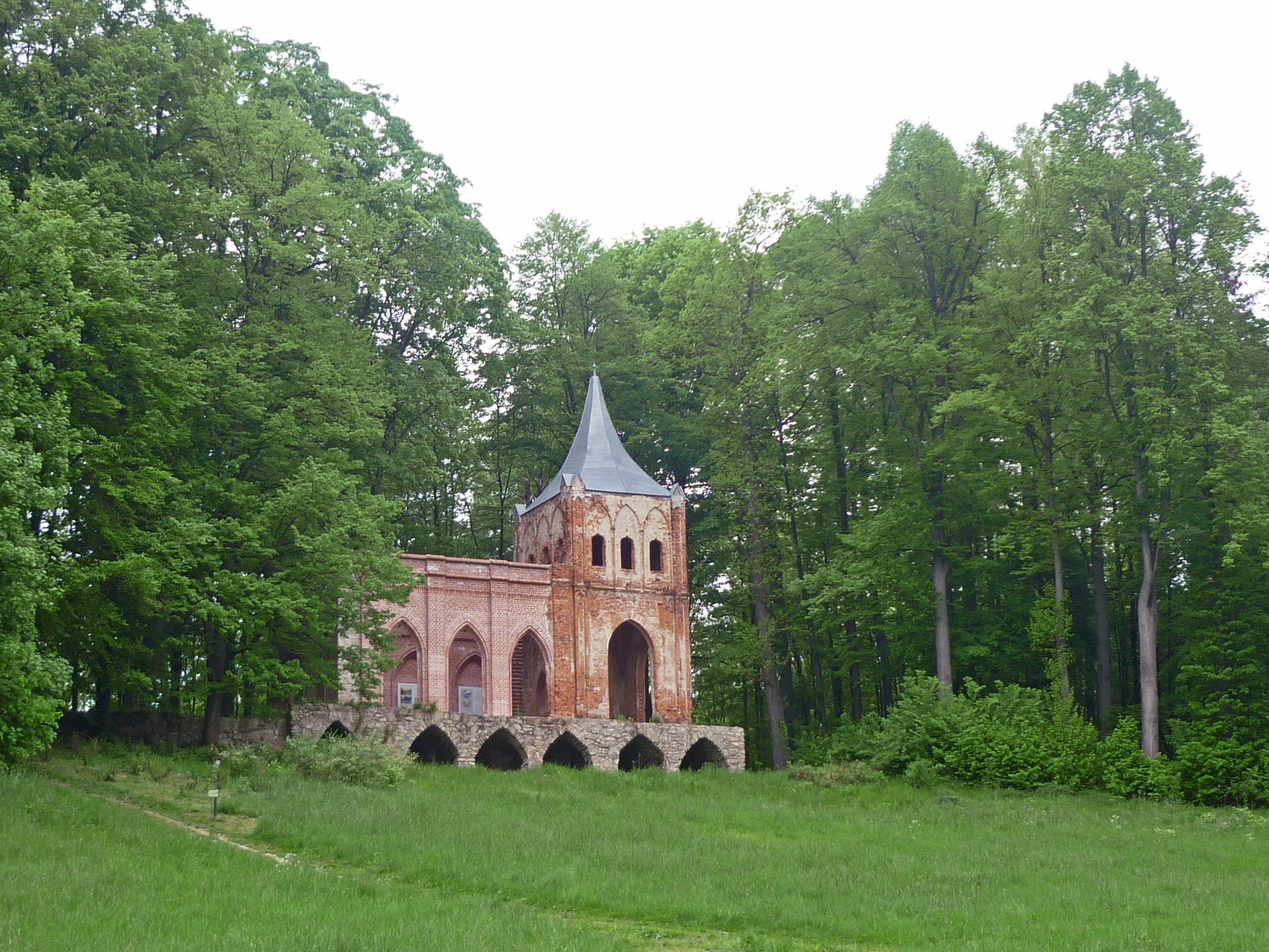
Công viên Bukowiec (thế kỷ XIX) tàn tích tu viện xuống cấp sau năm 1945
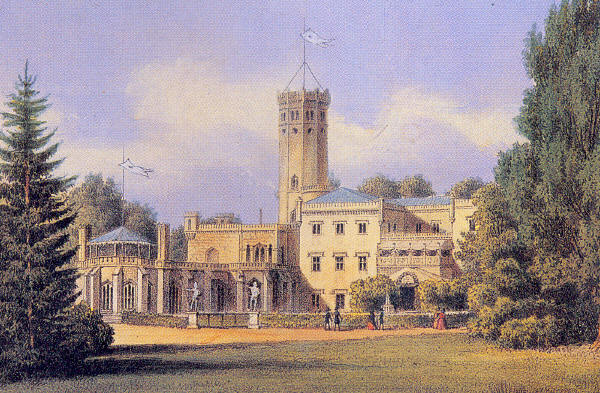
Cung điện Mysłakowice thế kỷ XIX

## Văn học
- Szarek, Bohdan (1997). Kotlina Jeleniogórska. Wydawnictwo PTTK "Kraj". ISBN 83-7005-366-1.  Szarek, Bohdan (1997). Kotlina Jeleniogórska. Wydawnictwo PTTK "Kraj". ISBN 83-7005-366-1.  Szarek, Bohdan (1997). Kotlina Jeleniogórska. Wydawnictwo PTTK "Kraj". ISBN 83-7005-366-1.
- Franke, Arne (2005). Das schlesische Elysium – Burgen, Schlösser, Herrenhäuser und Parks im Hirschberger Tal. Potsdam: Deutsches Kulturforum östliches Europa e.V. ISBN 978-3-936168-33-4.  Franke, Arne (2005). Das schlesische Elysium – Burgen, Schlösser, Herrenhäuser und Parks im Hirschberger Tal. Potsdam: Deutsches Kulturforum östliches Europa e.V. ISBN 978-3-936168-33-4.  Franke, Arne (2005). Das schlesische Elysium – Burgen, Schlösser, Herrenhäuser und Parks im Hirschberger Tal. Potsdam: Deutsches Kulturforum östliches Europa e.V. ISBN 978-3-936168-33-4.